# Sebastián Henao
Sebastián Henao (Rionegro, 5 de agosto de 1993) es un ciclista profesional colombiano que desde 2025 corre para el NU Colombia de categoría Continental. Es primo del ciclista Sergio Luis Henao, con quien compartió equipo entre 2014 y 2018.

## Biografía
Debutó como profesional en el 2012 con el equipo Gobernación de Antioquia-Indeportes Antioquia; luego de que este descendiera de categoría pasó a formar parte del Colombia Coldeportes para la temporada 2013; en ese año como resultados destacados se encuentran la clasificación de los jóvenes que se llevó en la Vuelta a Colombia. Para el año 2014 ya en el ciclismo de primera categoría con el Team Sky hizo su debut en el Giro de Italia, en donde terminó en dos top ten de etapa, en la etapa de alta montaña terminada en Val Martello y en la crono escalada a la Cima Grappa, además fue el mejor del equipo en la general y ocupó el quinto puesto en la clasificación de los jóvenes.
A inicios de agosto de 2022 anunció que dejaba el ciclismo de manera temporal por problemas de salud. Volvió a la competición en 2025, una vez ya recuperado, con el equipo NU Colombia.

## Resultados en Grandes Vueltas y Campeonatos del Mundo
Durante su carrera deportiva ha conseguido los siguientes puestos en las Grandes Vueltas y en los Campeonatos del Mundo:
| Carrera         | Carrera         | 2012 | 2013 | 2014 | 2015 | 2016 | 2017 | 2018 | 2019 | 2020 | 2021 | 2022 |
| --------------- | --------------- | ---- | ---- | ---- | ---- | ---- | ---- | ---- | ---- | ---- | ---- | ---- |
|                 | Giro de Italia  | —    | —    | 22.º | 41.º | 17.º | 33.º | —    | 24.º | —    | —    | —    |
|                 | Tour de Francia | —    | —    | —    | —    | —    | —    | —    | —    | —    | —    | —    |
|                 | Vuelta a España | —    | —    | —    | —    | —    | —    | —    | 39.º | —    | —    | —    |
| Mundial en Ruta | Mundial en Ruta | —    | —    | —    | —    | —    | Ab.  | Ab.  | Ab.  | —    | —    | —    |

—: no participa

Ab.: abandono

## Equipos
- Gobernación de Antioquia-Indeportes Antioquia (2012)
- Colombia Coldeportes (2013)
- Sky/INEOS (2014-2021)
  - Team Sky (2014-2019)[4]
  - Team INEOS (2019-2020)[5]
  - INEOS Grenadiers (2020-2021)
- Astana Qazaqstan Team (2022)[6]
- NU Colombia (2025)